# Leif Stinnerbom
Olof Leif Göran Stinnerbom, ursprungligen Olsson, född 1 maj 1956 i Lunds domkyrkoförsamling i Malmöhus län
, är en svensk regissör och teaterchef vid Västanå teater. Stinnerbom har även arbetat som koreograf, musiker, dansare, samt bedrivit avbrutna doktorandstudier om dansbandet Sven-Ingvars. Leif Stinnerbom är gift med kostymören Inger Hallström Stinnerbom.

## Musik
Stinnerbom tilldelades 1975 titeln riksspelman.
Tillsammans med Mats Edén startade Leif Stinnerbom folkmusikgruppen Groupa, och var aktiv medlem fram till 1989. I gruppen spelade Stinnerbom fiol. 

## Teater
Leif Stinnerbom är sedan 1990 konstnärlig ledare och regissör för Västanå Teater i Sunne i Värmland. Mellan 1995 och 1998 var han konstnärlig ledare för den mångkulturella teatergruppen Shikasta, som under dessa år var en del av Riksteatern.
Stinnerbom arbetade mellan 1988 och 1992 som koreograf för regissören Peter Oskarson, bland annat under uppsättningarna av Den stora vreden (1988) och Amledo (1989).

### Regi
| År        | Produktion                                | Upphovsmän                                   | Teater                                                                |
| --------- | ----------------------------------------- | -------------------------------------------- | --------------------------------------------------------------------- |
| 1990      | Bäringa                                   | Göran Tunström                               | Västanå Teater                                                        |
| 1990      | Skröner & skrömt                          |                                              | Västanå Teater                                                        |
| 1991      | TrasJanspojken                            |                                              | Västanå Teater                                                        |
| 1992      | Gösta Berlings saga                       | Selma Lagerlöf                               | Västanå Teater                                                        |
| 1993      | I domarens skepnad                        |                                              | Västanå Teater                                                        |
| 1994      | Den blinda drottningen                    | Leif Stinnerbom och Susanne Marko            | Västanå Teater                                                        |
| 1994/95   | Offret                                    | Günger Dilmen                                | Shikasta, Riksteatern                                                 |
| 1995      | Trollflöjten                              | W.A. Mozart och Emanuel Shikaneder           | Västanå Teater, i samarbete med Wermland Opera                        |
| 1995      | Vägen mellan himmel och jord              |                                              | Västanå Teater                                                        |
| 1996      | Hamlet                                    | William Shakespeare                          | Västanå Teater                                                        |
| 1996      | Celestina                                 | Fernando de Rojas                            | Shikasta, Riksteatern                                                 |
| 1996      | Ur mimers källa                           |                                              | Shikasta, Riksteatern                                                 |
| 1996      | Ljuset                                    | Torgny Lindgren                              | Profilteatern                                                         |
| 1997      | Östan om sol & västan om måne             |                                              | Västanå Teater                                                        |
| 1997      | Hamlet                                    | William Shakespeare                          | Shikasta, Riksteatern                                                 |
| 1998      | Nils Holgersson                           | Selma Lagerlöf                               | Västanå Teater, i samarbete med Riksteatern                           |
| 1998      | Fiskaren och sjörået                      |                                              | Västanå Teater                                                        |
| 1999      | Oedipus Rex                               | Sofokles                                     | Baggaardteatret, Odense, Danmark                                      |
| 1999      | Nils Holgersson                           | Selma Lagerlöf                               | Västanå Teater                                                        |
| 1999      | Tösen från Stormyrtorpet                  | Selma Lagerlöf                               | Västanå Teater                                                        |
| 2000      | Kejsarn av Portugallien                   | Selma Lagerlöf                               | Västanå Teater                                                        |
| 2001      | Herr Arnes penningar                      | Selma Lagerlöf                               | Västanå Teater                                                        |
| 2001      | Gösta Berlings saga                       | Selma Lagerlöf                               | Västanå Teater                                                        |
| 2001      | Peer Gynt                                 | Henrik Ibsen                                 | Rogaland Teater                                                       |
| 2002      | Ljuset                                    | Torgny Lindgren                              | Västanå Teater                                                        |
| 2003      | I onda ärenden                            | Noveller av Anton Tjechov och Selma Lagerlöf | Västanå Teater                                                        |
| 2003      | Hemsöborna                                | August Strindberg                            | Västanå Teater                                                        |
| 2004      | Romeo och Julia                           | William Shakespeare                          | Västanå Teater                                                        |
| 2004      | Din stund på jorden                       | Vilhelm Moberg                               | Stockholms stadsteater                                                |
| 2004      | En midsommarnattsdröm                     | William Shakespeare                          | Den nationelle scene, Bergen                                          |
| 2005      | Fröken Julie                              | August Strindberg                            | Västanå Teater                                                        |
| 2005      | Trollflöjten                              | W.A. Mozart och Emanuel Schikaneder          | Västanå Teater, i samarbete med Norske Rikskonsertene och Riksteatern |
| 2005      | Hemsøboerne                               | August Strindberg                            | Norske Riksteatret, Oslo                                              |
| 2006      | Peer Gynt                                 | Henrik Ibsen                                 | Västanå Teater                                                        |
| 2007      | Måns Rödskägg                             |                                              | Västanå Teater                                                        |
| 2007      | En herrgårdssägen                         | Selma Lagerlöf                               | Västanå Teater                                                        |
| 2008      | Mästaren och Margarita Мастер и Маргарита | Michail Bulgakov                             | Stockholms stadsteater                                                |
| 2008      | Bannlyst                                  | Selma Lagerlöf                               | Västanå Teater                                                        |
| 2008      | Stormen                                   | William Shakespeare                          | Norske Riksteatret, Oslo                                              |
| 2008-2011 | Sol av Isfolket                           | Margit Sandemo                               | Valdres Folkemuseum                                                   |
| 2009      | Kalevala                                  |                                              | Västanå Teater                                                        |
| 2009      | Tita Grå                                  |                                              | Västanå Teater                                                        |
| 2010      | En midsommarnattsdröm                     | William Shakespeare                          | Västanå Teater                                                        |
| 2011      | Gösta Berlings saga                       | Selma Lagerlöf                               | Västanå Teater                                                        |
| 2012      | Alkymisten                                | Nils Olaf Dolven och Kari Iveland            | Operaen i Kristiansund                                                |
| 2012      | Misantropen                               | Molière                                      | Västanå Teater                                                        |
| 2012      | Elden                                     | Arnfinn Strømmevold och Bertil Reithaug      | Røros                                                                 |
| 2013      | Fossegrimen                               |                                              | Det norske teatret                                                    |
| 2013      | Og så kan hunden komme                    | Jon Fosse                                    | Nord-Trøndelag teater                                                 |
| 2013      | Elden                                     | Arnfinn Strømmevold och Bertil Reithaug      | Røros                                                                 |
| 2013/14   | Nils Holgersson                           | Selma Lagerlöf                               | Västanå Teater                                                        |
| 2014      | Elden                                     | Arnfinn Strømmevold och Bertil Reithaug      | Røros                                                                 |
| 2014      | Smid medan järnet är varmt                |                                              | Västanå Teater                                                        |
| 2015      | Anne Pedersdotter                         |                                              | Den nationale scene, Bergen                                           |
| 2015      | Lomjansguten                              | Lars Andersson                               | Västanå Teater                                                        |
| 2016      | Fjällets siare                            |                                              | Västanå Teater                                                        |
| 2016      | Löwensköldska ringen                      | Selma Lagerlöf                               | Västanå Teater                                                        |
| 2017      | Charlotte Löwensköld                      | Selma Lagerlöf                               | Västanå Teater                                                        |
| 2017      | Livs Levande                              | Ismael Ataria                                | Västanå Teater                                                        |
| 2018      | Anna Svärd                                | Selma Lagerlöf                               | Västanå Teater                                                        |
| 2018      | Bortbytingen                              | Selma Lagerlöf                               | Västanå Teater                                                        |
| 2019      | Fröken                                    | Sara Lidman                                  | Västanå Teater                                                        |
| 2019      | Eddan                                     | Jon Fosse                                    | Västanå Teater                                                        |

## Filmografi

### Koreografi
- 1994 - Dansen

## Utmärkelser
- Riksspelman, 1975
- Volkskunstpreis von die Stiftung F V S, zu Hamburg, 1987 (Groupa)
- Svenska teaterkritikers pris för barn- och ungdomsteater, 1994 (Västanå Teater)
- Svenska regeringens barn- och ungdomsteaterpris, 1994 (Västanå Teater)
- Utländska juryns pris vid svenska teaterbiennalen i Malmö, 1996 (Västanå Teater)
- Karlstad Kommuns kulturstipendium till Gustaf Frödings minne, 1998
- Årets Värmlänning, 2001
- Värmlands Landstings Frödingstipendium, 2001 (Västanå Teater)
- Länsstyrelsens förtjänstmedalj, Värmland, 2002
- Lantmännens riksförbunds kulturpris, 2003 (Västanå Teater)
- RFF-priset (Rådet for folkemusikk og folkedans, Norge), 2005
- Mårbackapriset, 2006
- Arturpriset, 2007
- Nya Wermlandstidningens kulturpris, 2010
- Hans Majestäts Konungens medalj, 8:e storleken i högblått band, 2012
- Helge Kjellin-stipendiet, 2013
- Natur & Kulturs Kulturpris 2017
- Kulturstipendium till Göran Tunströms minne 2017
- Hedersdoktor vid Karlstads universitet 2022[9]
- Patriotiska Sällskapets Kulturarvsmedalj 2022.